# Rhynchoconger squaliceps
Rhynchoconger squaliceps és una espècie de peix pertanyent a la família dels còngrids.

## Descripció
- Nombre de vèrtebres: 149-152.[6]

## Hàbitat
És un peix marí, demersal i de clima tropical que viu fins als 234 m de fondària.

## Distribució geogràfica
Es troba a l'Índic oriental: la badia de Bengala.

## Observacions
És inofensiu per als humans.